# سیاهک خوشه ذرت
سیاهک خوشه ذرت یا سیاهک سر ذرت (نام علمی: Sphacelotheca reiliana) نام یک گونه از رده قارچ‌های زنگاری میکروبوتریومایستس است.
این قارچ در خاک وجود دارد و هم به ذرت و هم به سورگم یا ذرت خوشه‌ای حمله می‌کند. بیماری بر روی خوشه و کاکل ذرت پدیدار می‌گردد. عفونت کاکل ذرت ممکن است به واسطهٔ اسپای هلتها یا تودهٔ سیاهی از هاگ‌ها به وجود آید. این سیاهک دوده مانند شبیه به قطره‌های ریز اشک می‌باشد و بر وی چوب ذرت و دروت مغز آن نیز مشاهده می‌شود. معمولاً اگر این بیماری به کاکل ذرت سرایت کند، تمام خوشه را در بر می‌گیرد. کنترل این بیماری توسط کاشت گونه‌های مقاوم و کاشت متناوب گونه‌های مختلف انجام‌پذیر است.